# Fantasy (久川綾のアルバム)
『Fantasy』（ふぁんたじー）は、久川綾のミニ・アルバム。

## 解説
『アニメージュ声優シリーズ』(徳間ジャパンコミュニケーションズ)の一環としてリリースされた作品で、バップからリリースされた前作や次回作とは系列が異なっている。ア・カペラ(久川の歌唱+コーラス)を基本とした楽曲で構成され、6.のみ朗読+BGMとなっている。

## 収録曲
1. 夢の中は恋人 (2:47)
  - 作詞：五味千賀庫、作曲：山本はるきち、編曲：広谷順子
2. ジュテーム (3:26)
  - 作詞：LaLa、作曲：田島浩二、編曲：広谷順子
3. Will you stay (3:30)
  - 作詞：古河磨佐實、作曲：安田毅、編曲：広谷順子
4. ひとりにしないで (4:33)
  - 作詞：わたなべもも、作曲：吉村倭瑳務、編曲：岩室晶子
5. Rainbow (3:01)
  - 作詞・作曲：五味千賀庫、編曲：吉村倭瑳務
6. ストーリー いるかのすべりだい (8:01)
  - 朗読：久川綾、文：大門円、音楽：葉月颯太
7. プレゼント (4:22)
  - 作詞：LaLa、作曲：杦村眞瑤誌、編曲：友常正巳
  - 曲毎の収録時間はTKCA-70523のライナーノーツ未記載の為ディスクを実測。